# PDP-7

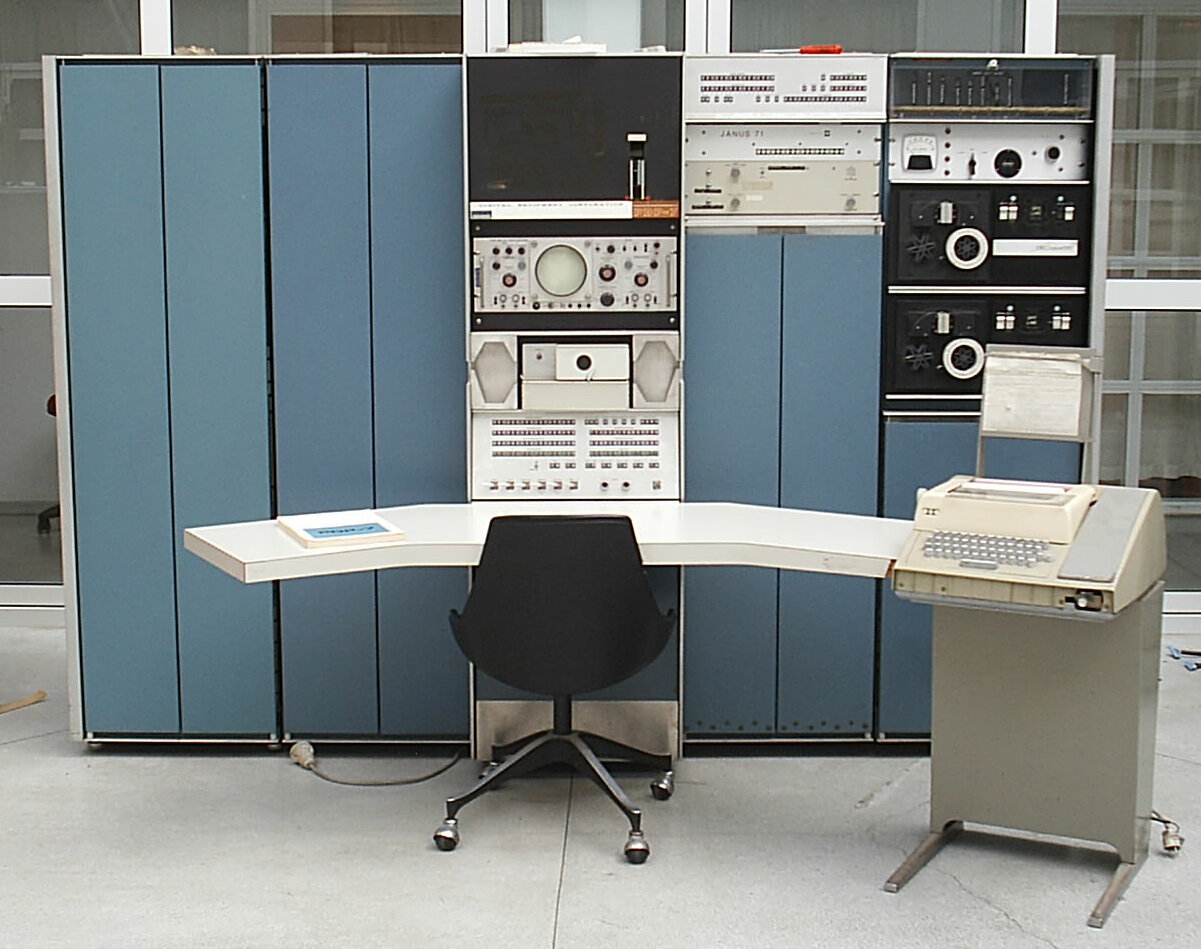
Upravená verze PDP-7, PDP-7A, Oslo, před rekonstrukcí

PDP-7 je minipočítač řady PDP firmy Digital Equipment Corporation (DEC) uvedený na trh v roce 1965. Byl třetím typem 18bitových počítačů firmy DEC s architekturou instrukční sady obdobnou jako PDP-4 a PDP-9. Vnitřní paměť o kapacitě 4Kslov (9 kB) rozšiřitelná na 64Kslov (144 kB) měla trvání cyklu 1,75 µs; operace sčítání trvala 4 µs. Počítač byl vybaven klávesnicí, tiskárnou, děrnopáskovou jednotku a dvojitou páskovou jednotku DECtape (typ 555). S cenou 72 tisíc dolarů se v té době jednalo o levný ale výkonný počítač. PDP-7 byl prvním počítačem, který používal technologii Flip Chip a prvním počítačem PDP s ovíjenými spoji.
Přestože bylo vyrobeno jen asi 120 počítačů PDP-7, jejich význam pro rozvoj výpočetní techniky je značný. Počítač PDP-7 s výrobním číslem 103 sloužil v letech 1966-7 v Massachusetts General Hospital v Bostonu jako systém pro vývoj operačního systému MUMPS. V roce 1969 napsal Ken Thompson v jazyce symbolických adres pro počítač PDP-7 první verzi operačního systému pro hru cestování vesmírem, která vyžadovala grafické zobrazení pohybu planet. Systém byl nazván Unics, jako žertovný protiklad ke jménu operačního systému Multics, a stal se základem operačního systému UNIX.
Existuje několik dosud funkčních počítačů PDP-7. PDP-7A (s výrobním číslem 115) byl restaurován v norském Oslo, druhý PDP-7A (výr. č. 113) používaný v laboratoři jaderné fyziky na University of Oregon je nyní v Living Computer Museum v Seattle ve státě Washington a je téměř úplně zrestaurován do provozuschopného stavu a je rozebrán pro přepravu. O dalším stroji, PDP-7 (výr. č. 47) je známo, že byl ve sbírce Maxe Burneta poblíž australského Sydney a čtvrtý stroj PDP-7 (výr. č. 33) je ve depozitáři v Computer History Museum v Mountain View ve státě Kalifornie.